# Histoire des Juifs de Gaza

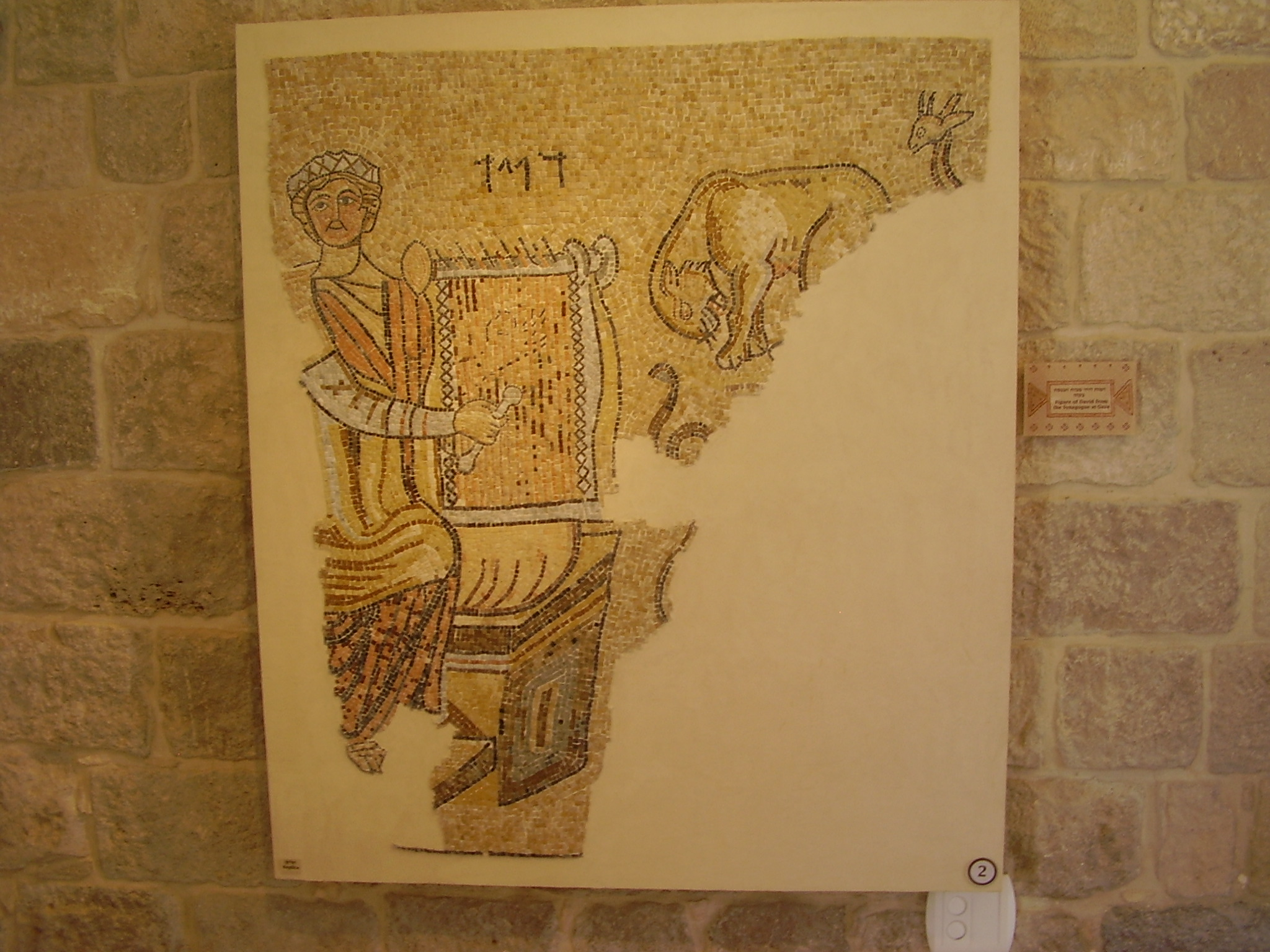
Mosaïque de la synagogue de Gaza dans le quartier de Rimal représentant le roi David jouant de la harpe.

L'histoire des Juifs dans la ville de Gaza est intermittente, allant du deuxième siècle avant notre ère jusqu'aux émeutes de 1929 en Palestine et à après la guerre israélo-arabe de 1948-1949. La communauté juive de la ville de Gaza a produit des rabbins et des personnalités notables tout au long de son histoire. La présence juive dans la ville de Gaza est caractérisée par des périodes de coexistence, des défis économiques et des tensions occasionnelles avec d'autres communautés.
Au Moyen Âge, pendant environ trois siècles, la région de Gaza connaît une communauté juive florissante, jusqu'à la destruction de Gaza et de ses villes voisines par les croisés au XIIe siècle. Pendant la période ottomane, sous la direction de Nathan de Gaza au XVIIe siècle, Gaza devient un centre de mysticisme juif et le lieu de naissance du plus grand mouvement messianique juif moderne. Les événements de la guerre israélo-arabe de 1948 marquent un tournant important, conduisant à l'évacuation de la population juive de Gaza. Les communautés juives israéliennes établies dans la bande de Gaza après la guerre des Six Jours de 1967, qui sont ensuite évacuées en 2005, ne comprennent pas de communauté juive dans la ville de Gaza elle-même.

## Histoire

### Périodes hellénistique et romaine

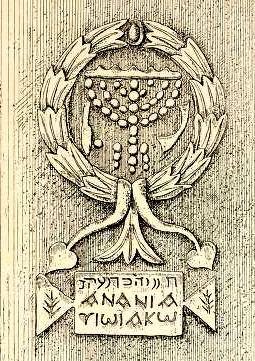
Illustration d'une gravure de ménorah présente sur une colonne à l'intérieur de la Grande Mosquée de Gaza (1873).

La ville de Gaza, située le long de la côte méditerranéenne, fait partie de l'Empire séleucide pendant la période hellénistique, avant de passer sous domination romaine. Pendant la période hellénistique, qui commence avec les conquêtes d'Alexandre le Grand, à la fin du IVe siècle avant notre ère, il existe une importante population juive dans la Judée voisine, et des communautés juives habitent également dans d'autres parties de la région. Cette période se caractérise par l'influence de la culture hellénistique et l'interaction entre différents groupes ethniques et religieux. L'existence d'une communauté juive à Gaza est mentionnée pour la première fois à cette époque.
En 145 avant notre ère, le chef juif hasmonéen Jonathan Apphus assiège Gaza alors qu'il sert dans l'armée du roi séleucide Antiochos VI. Il brûle les champs et les habitants de la ville se rendent. Gaza reste hostile aux Hasmonéens jusqu'à sa destruction par le roi hasmonéen Alexandre Jannée en 96 avant notre ère.
Gaza est reconstruite par le général romain Pompée, puis concédée au roi de Judée Hérode Ier le Grand, trente ans plus tard. Tout au long de la période romaine, Gaza continue à prospérer, recevant des subventions de plusieurs empereurs romains. Un sénat de 500 membres gouverne la ville, qui compte alors une population diversifiée de Grecs, de Romains, de Juifs, d'Égyptiens, de Perses et de Nabatéens. Sous le règne d'Hérode (37-4 av. J.-C.), Gaza est  sous son autorité. Après sa mort en 4 avant notre ère, elle est annexée à la province de Syrie.
En 66 de notre ère, pendant les premières phases de la première guerre judéo-romaine, la ville est attaquée par des rebelles juifs et brûlée par les Romains pendant la rébellion.
Sur l'un des piliers de la Grande Mosquée de Gaza, une inscription en hébreu et en grec indique « Hananiah fils de Jacob ». Au-dessus, une ménorah est sculptée, avec un chophar d'un côté et un etrog de l'autre. À la fin du XIXe siècle, la colonne fait partie d'une ancienne synagogue de Césarée et elle est apportée à la mosquée pour sa valeur esthétique et religieuse perçue, car l'église de Césarée figure sur la carte de Madaba (datant du VIe siècle). Le fait que ce symbole juif ait été préservé au fil des décennies à l'intérieur de la mosquée est décrit comme une preuve de « coexistence pacifique » par l'universitaire Ziad Shehada. La mosquée est fortement endommagée en février 1987 au cours de la Première intifada.
Des érudits considèrent que Gaza se trouve en dehors des frontières de la Terre d'Israël selon les normes talmudiques.

### Période byzantine
Vers la fin de la période byzantine (IVe-XVe ), Gaza est un centre juif important dans le sud de la région de Palestine et devient, avec la ville galiléenne de Tibériade, un lieu de pèlerinage alternatif pour les Juifs lorsque l'accès à Jérusalem leur est interdit. Selon une source karaïte, durant cette période, « avant la conquête arabe de la Terre d'Israël, ils ne pouvaient pas venir à Jérusalem, et des quatre coins du pays, ils venaient à Tibériade et à Gaza pour la volonté du Temple »[réf. nécessaire]. Cette implantation s'est poursuivie jusqu'à la fin de la période byzantine, comme l'indique la conquête arabe de Gaza et de ses environs (en février 634, après le siège des environs de la ville, celle-ci est assiégée, pour aboutir à la prise de la ville en juillet) dans une chronique syriaque : « Et environ quatre mille pauvres paysans de la Terre d'Israël y furent tués : chrétiens, juifs et samaritains. Et les Arabes ont dévasté tout le pays ».

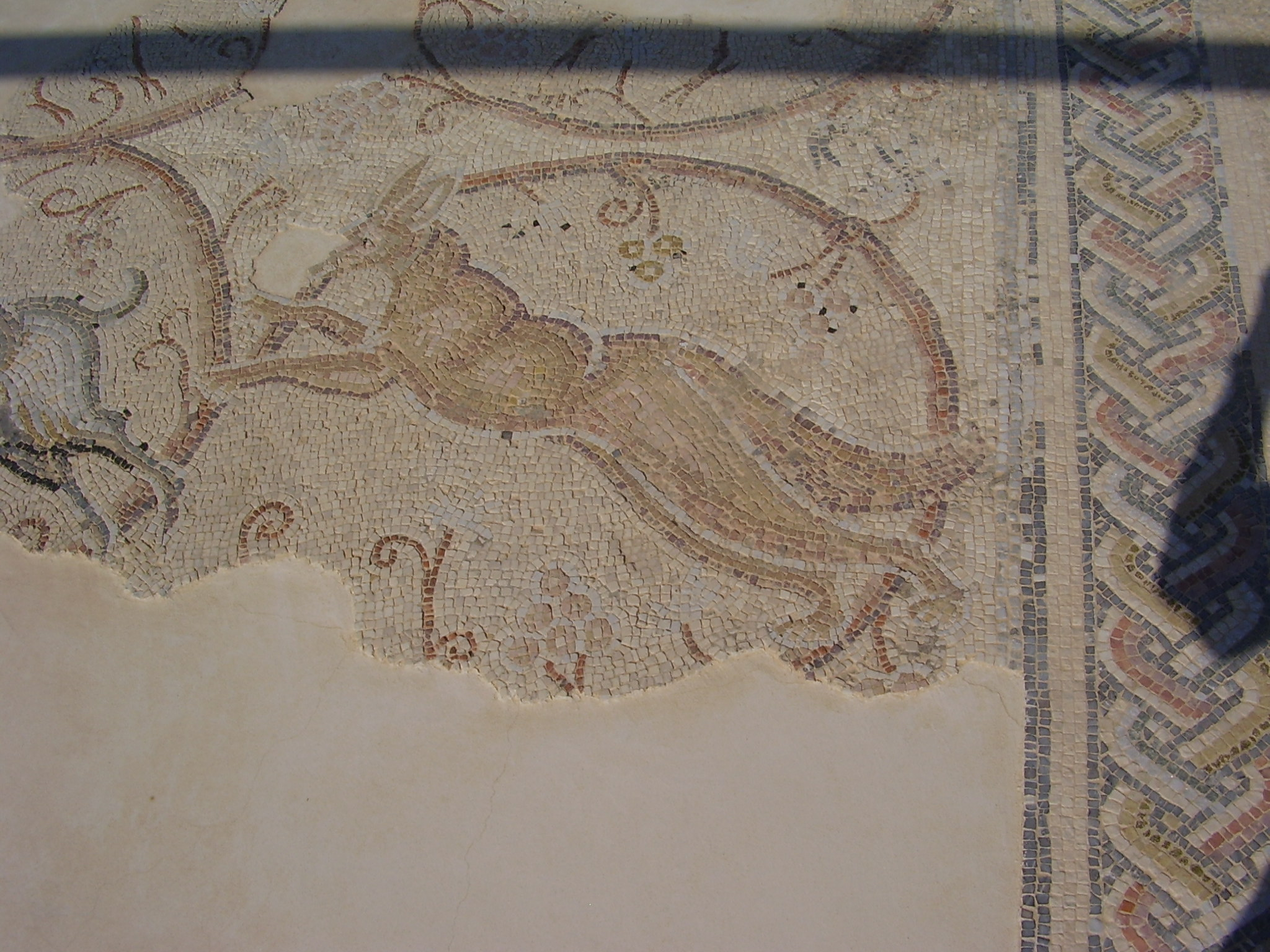
Mosaïque de l'ancienne synagogue de Gaza.

Près du port de Gaza, on a découvert des vestiges de l'ancienne synagogue du sud de Gaza, construite vers 508 de notre ère pendant la période byzantine. Sur le sol en mosaïque de la synagogue, divers animaux africains sont représentés, ainsi que des médaillons, et à l'entrée, un personnage jouant d'un instrument de musique entouré d'animaux est représenté, avec le nom « David » au-dessus. L'inscription centrale de la mosaïque en grec se lit comme suit : « Nous, Menahem et Yeshoua, fils de Jessé, marchands de bois, en signe de respect pour le lieu le plus saint, avons fait don de cette mosaïque au mois de Louos, année 569 ».
La communauté de Gaza est également mentionnée dans les documents plus tardifs de la Guéniza du Caire (870 à 1880).

### Débuts de l'ère islamique
La région de Gaza, y compris la ville de Rafah, connaît une communauté juive florissante pendant près de 300 ans au Moyen Âge. Un certain nombre de reliques juives, telles que des lettres et des correspondances de membres de la communauté, sont retrouvées plus tard dans la Guéniza du Caire, attestant de ce qui est décrit comme une présence juive « florissante » jusqu'au XIIe siècle, lorsque les Croisés détruisent la région de Gaza.
Avec la montée de l'islam au VIIe siècle, Gaza est conquise par l'armée du califat Rashidun. Les conquêtes se caractérisent par une certaine tolérance religieuse, permettant aux Juifs et aux chrétiens de pratiquer leur religion sous le statut de dhimmi, un statut « protégé » pour les non-musulmans contre le paiement d'un impôt spécifique, la djizia.
Gaza est rattachée au califat omeyyade, puis au califat abbasside. Pendant la conquête arabe, les conquérants arabes n'expulsent pas les résidents juifs et chrétiens de la ville, et pendant toute la durée de la domination islamique, la colonie juive de Gaza persiste sans interruption jusqu'au milieu du XIe siècle, lorsque la ville est dévastée.
Parmi les figures notables de cette période, on peut citer Rabbi Moshe al-Azati le ponctuateur (vers 800-825) et Rabbi Ephraim ben Shemariah al-Azati, chefs de la communauté juive égyptienne de Fustat, qui étaient originaires de Gaza. De cette époque subsiste une correspondance entre les sages de Fustat et ceux de Gaza, portant sur des litiges successoraux au cœur d'un différend juridique entre eux. Une lettre signée par quinze dirigeants de la ville, avec à leur tête Yeshoua ben Nathan, « Yeshoua, membre du Grand Sanhédrin, fils de Rabbi Nathan, descendant du Lionceau », attribuée à des dirigeants de la tribu de Juda, fait partie de cette correspondance. Un manuscrit découvert à la Gueniza du Caire témoigne d'un différend entre David ben Daniel, de l'importante communauté juive de Babylonie, et la famille Gaon, sur la question de savoir si Gaza et Ashkelon étaient incluses dans les frontières de la Terre d'Israël.Cette dispute atteste l'existence d'une communauté juive à Gaza durant cette période musulmane.
L'incertitude règne quant à l'existence de petites colonies juives autour de Gaza au début du deuxième millénaire. Selon Shmuel Asaf[Qui ?], les Juifs dispersés autour de Gaza au cours de cette période ont été contraints de s'installer dans la ville. Toutefois, selon le professeur Benjamin Zeev Kedar, cette hypothèse n'est pas suffisamment étayée. Un piyyout (poème liturgique) de l'époque, écrit par le poète Rabbi Shmuel ben Yerubi Haushana, fait référence à un décret qui a affecté les Juifs de la région au cours de la même période : « Les fils de Gaza ont été exterminés, et l'assemblée de ses cours a été chassée ». L'évocation de cours confirme l'existence d'une colonie juive autour de Gaza. Cependant, une version parallèle dit : « et l'assemblée de ses cours (ḥatzerim) fut chassée », et « ḥatzerim » est un terme hébreu ancien pour Rafah (dans l'actuelle bande de Gaza), ce qui suggère que le poète a peut-être fait référence aux Juifs de Rafah et n'a pas abordé l'existence d'une colonie juive autour de Gaza, ce qui soulève des doutes quant à son existence.
En 1077, le général turkmène Atsiz ibn Uvaq, réprimant une rébellion contre les Seldjoukides, s'empare de Gaza et détruit complètement la ville. La population n'a été renouvelée qu'après deux générations. Les voyageurs juifs qui visitent la Terre d'Israël à cette époque, comme Benjamin de Tudèle et Petahia de Ratisbonne, ne mentionnent pas du tout Gaza. Même Juda al-Ḥarizi, qui est passé par Gaza en 1218 alors qu'il se rendait d'Égypte à Jérusalem, ne mentionne pas avoir rencontré des Juifs dans la ville.

#### Domination des mamelouks
Avec la conquête des croisés et l'établissement du royaume de Jérusalem au début du XIIe siècle, les habitants de Gaza fuient leur ville, qui est confiée à l'ordre du Temple, qui l'ont réinstallée. Il n'existe aucune information sur les Juifs présents dans la ville à cette époque, ce qui laisse supposer que leur sort a été similaire à celui des autres résidents musulmans. La colonie juive de Gaza cesse d'exister à cette époque jusqu'à la période mamelouke.
Au XIIIe siècle, Rabbi Avraham Abulafia mentionne « le commentaire de la Torah composé par Rabbi Tzedaka Halevi de la ville de Gaza ». Cependant, un débat savant existe pour savoir si cela indique une implantation juive dans la ville au cours de cette période.
Avec la conquête mamelouke, les Juifs reviennent à Gaza et une communauté juive prospère voit se développe dans la ville. En 1384, un voyageur italien chrétien nommé Goti fait état d'une colonie juive à Gaza, notant que les Juifs sont engagés dans la production de vin, déclarant : « et leur vin est bon ». Un autre voyageur chrétien, De Angeli, qui visite la ville en 1395, décrit la division de la ville en quartiers ou en rues, les Juifs résidant dans une rue, les Samaritains dans une autre, et ainsi de suite. Pour distinguer les habitants des différentes confessions, les habitants de Gaza doivent porter des couvre-chefs de différentes couleurs : Les musulmans portent des turbans blancs, les chrétiens des turbans de couleur bleuâtre, les samaritains des turbans de couleur rouge clair et les juifs des couvre-chefs jaunes.
Vers 1432, l'espion bourguignon Bertrandon de la Broquière rapporte avoir rencontré des Juifs siciliens à Gaza. Si cette seule mention ne confirme pas une présence juive constante dans la ville au début du XVe siècle, il semble qu'une présence juive constante ait persisté, comme l'indiquent les références de la seconde moitié de ce siècle.
Un voyageur juif de Florence, Salomon Molkho décrit Gaza en 1481 au cours de son voyage en Terre Sainte, notant une ville prospère avec de bonnes terres, du bétail, du pain et du vin produits par les Juifs.Il fait état d'une population nombreuse, comprenant environ 70 familles juives et quatre familles samaritaines. Selon son récit, les Juifs résidaient dans la partie haute de la ville, appelée « Yehudika » (quartier juif), où se trouvait la maison de Dalila, associée au Samson biblique. Il observe également une grande cour, vraisemblablement détruite, qu'il considère comme importante, même à son époque. Meshullam de Volterra (en) (1481) signale 60 foyers juifs rabbinites et quatre foyers juifs samaritains, et note que les Juifs sont responsables de la culture du vin dans la région. Ovadia ben Abraham (1488) signale 70 foyers rabbinites et deux foyers samaritains, et mentionne la présence à Gaza d'un rabbin Moïse de Prague, qui s'y était installé depuis Jérusalem.